# Браунинг, Логан
Ло́ган Ло́рис Бра́унинг (англ. Logan Laurice Browning; 9 июня 1989, Атланта) — американская теле- и киноактриса. Наиболее известна по ролям в сериалах «Знакомство с Браунами», «Зажигай!», «Дорогие белые» и фильму «Братц».

## Карьера
Логан Браунинг родилась в Атланте, штат Джорджия. Училась в Вандербильтском университете в Нашвилле, штат Теннесси. В 2003 начала посещать школу актёрского мастерства в Атланте.

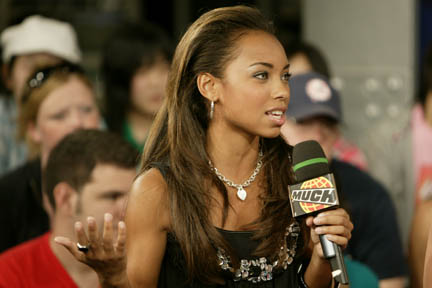
Логан Браунинг во время рекламной кампании фильма «Братц»

В качестве актрисы Логан дебютировала в подростковом телесериале «Вечное лето» (2004), где появилась в нескольких сериях. Далее Браунинг сыграла в нескольких сериях сериала Nickelodeon «Рассекреченное руководство Неда по выживанию в школе». В 2007 году Логан сыграла одну из главных ролей в фильме «Братц», основанном на популярной одноимённой линейке кукол. Все четыре актрисы, сыгравшие главные роли в этом фильме, попали в номинацию «Худшая женская роль» на антипремии «Золотая малина».
В 2009 году Браунинг присоединилась к актёрскому составу ситкома «Знакомство с Браунами», где во втором сезоне заменила актрису Брайан Гулд. Появилась в нескольких сериях ситкома Disney XD «Два короля» и в нескольких сериях телесериала «Тайный круг».
В апреле 2012 года получила главную роль в спортивном танцевальном сериале канала VH1 «Зажигай!». Порядка восьми месяцев готовилась к этой роли. Появилась в супергеройском сериале «Сверхспособности», основанном на комиксах Marvel. Сыграла в фильме «Братская любовь» (2015).
В июле 2016 года было объявлено, что Браунинг будет играть главную роль в сатирико-драматическом сериале Netflix «Дорогие белые». Сыграла главную роль в фильме ужасов от Netflix «Безупречность» (2019).

## Фильмография
| Год       |    | Русское название                                     | Оригинальное название                    | Роль                   |
| --------- | -- | ---------------------------------------------------- | ---------------------------------------- | ---------------------- |
| 2004—2005 | с  | Вечное лето                                          | Summerland                               | Кэрри                  |
| 2005—2006 | с  | Рассекреченное руководство Неда по выживанию в школе | Ned’s Declassified School Survival Guide | Ванесса                |
| 2007      | ф  | Братц                                                | Bratz                                    | Саша                   |
| 2007      | ки | Bratz 4 Real                                         | Bratz 4 Real                             | Саша                   |
| 2009—2011 | с  | Знакомство с Браунами                                | Meet the Browns                          | Брианна Ортис          |
| 2010—2013 | с  | Два короля                                           | Pair of Kings                            | Ребекка Доусон         |
| 2011      | с  | Тайный круг                                          | The Secret Circle                        | Салли Мэттьюз          |
| 2013      | ф  | На грани безумия                                     | Breaking at the Edge                     | Сара                   |
| 2013—2018 | с  | Зажигай!                                             | Hit the Floor                            | Елена Ховард           |
| 2014      | с  | Хорошо это или плохо                                 | For Better or Worse                      | Шон                    |
| 2015      | ф  | Братская любовь                                      | Brotherly Love                           | Трина                  |
| 2015—2016 | с  | Сверхспособности                                     | Powers                                   | Зора                   |
| 2017—2021 | с  | Дорогие белые                                        | Dear White People                        | Саманта Уайт           |
| 2018      | ф  | Безупречность                                        | The Perfection                           | Элизабет «Лиззи» Уэллс |
| 2021      | мс | Юная Лига Справедливости                             | Young Justice                            | Оникс                  |
| 2025      | с  | Криминал                                             | Criminal                                 | Дженни                 |